# Долматов, Олег Васильевич
Оле́г Васи́льевич Долма́тов (29 ноября 1948, Челябинск-40, Челябинская область) — советский футболист, полузащитник и российский футбольный тренер. Мастер спорта международного класса (16.08.1972). Заслуженный тренер России. В 1995 году был признан лучшим тренером Абхазии.

## Биография
Футбольную карьеру начал в Красноярске, где после окончания ДЮСШ «Юность» (1962—1965 гг.) выступал за местный футбольный клуб «Автомобилист».
С 1967 года играл в высшей лиге за алма-атинский «Кайрат» (до 1971 года).
С 1972 по 1979 годы выступал за московское «Динамо», в составе которого в 1976 году стал чемпионом СССР, в 1973 и 1975 годах — бронзовым призёром, а в 1977 году выиграл Кубок СССР. В течение пяти лет являлся капитаном команды. 88 игры с капитанской повязкой(третий результат в чемпионатах СССР [Ф.Х]). В 1971 году был первым, а в 1973 — вторым в списке 33 лучших футболистов страны.
Выдающихся результатов добился Долматов и на международном уровне: с 1971 по 1977 годы провел за сборную 14 матчей и в 1972 году стал серебряным призёром чемпионата Европы. На его счету участие в 15 еврокубковых матчах, один из которых (в 1972 году) стал финалом Кубка обладателей кубков.
С 1982 по 1986 год Долматов — главный тренер «Динамо» Ставрополь, которое в 1984 году вывел в первую лигу. С 1986 по 1988 год — главный тренер «Динамо-2» (Москва), а в 1990—1991 гг. — «Динамо» (Сухуми). Будучи главным тренером новороссийского «Черноморца» (1992—1998), в 1993 году вывел его в первую лигу, а в 1994-м — в высшую.
В 1998 году в середине сезона Долматов возглавил ЦСКА, который к этому моменту находился в подвале турнирной таблицы. Под его руководством армейцы выдали блестящую победную серию и финишировали с серебряными медалями российского чемпионата. Благодаря Долматову ЦСКА впервые в истории российских чемпионатов обыграл своего принципиального соперника — московский «Спартак», причём с крупным счётом (4:1). В 1999 году под руководством Долматова армейцы завоевали бронзовые награды чемпионата России.
Неудачный старт ЦСКА в чемпионате России 2000 года, проблемы в личной жизни привели к отставке Долматова с поста главного тренера, которая случилась 30 мая 2000 года.
С 2001 и до середины сезона 2002 года Долматов возглавлял тренерский штаб «Кубани» (Краснодар), которая в 2001 финишировала третьей в первом дивизионе первенства России. Главный тренер «Динамо» Санкт-Петербург (2003—2004).
Работал главным тренером ярославского «Шинника» с 2004 по 2006.
В октябре 2006 года назначен главным тренером клуба «Локомотив» Москва, а 26 декабря 2006 года собранием акционеров клуба освобождён от занимаемой должности вместе с президентом клуба Валерием Филатовым.
С 23 июля 2007 года по декабрь 2009 — главный тренер футбольного клуба «Ростов». В 2010 году возглавил возрождённое «Динамо» (Сухум).
С 5 июля 2011 года по 16 апреля 2012 года был главным тренером клуба «Химки». С 15 июня 2012 года был назначен главным тренером команды «Черноморец» (Новороссийск). В 2015 году команда из Новороссийска заняла второе место в чемпионате России во втором дивизионе зоны «Юг» и не сумела пробиться в ФНЛ.
В марте 2017 года Олег Долматов вернулся в ЦСКА в качестве координатора молодёжной команды и старших возрастов школы.

## Личная жизнь
В феврале 2000 года в Малаховке бесследно пропала жена Долматова Наталья Николаевна. По одной из версий, она была похищена в связи с войной криминальных группировок, а одним из лидеров чеченской группировки якобы был тогдашний начальник команды Авалу Шамханов. Незадолго до этого умерла первая дочь Долматова Кристина.
Создал новую семью, летом 2005 года у него родилась дочь.

## Достижения

### Игрок
- Чемпион СССР: 1976 (в)
- Бронзовый призёр чемпионата СССР (2): 1973, 1975
- Обладатель Кубка СССР: 1977
- Обладатель Кубка Сезона: 1977
- Финалист Кубка обладателей кубков УЕФА: 1972
- Серебряный призёр чемпионата Европы 1972
- В списке «33 лучших футболистов СССР» — 2 раза (№ 1: 1971; № 2: 1973)

### Тренер
- Серебряный призёр чемпионата России по футболу: 1998
- Бронзовый призёр чемпионата России: 1999, 2006
- Победитель Первого дивизиона: 2008
- Обладатель кубка Абхазии: 2010
- Бронзовый призёр чемпионата Абхазии: 2010
- Лучший тренер Первого дивизиона: 2008
- Лучший тренер Зоны «Юг»: 2015[14]